# Mongolia (revista)
Mongolia es una revista satírica publicada en España en formato de papel. Su lanzamiento se produjo el 23 de marzo de 2012. Según sus creadores los referentes de la publicación son La Codorniz, Hermano Lobo, El Papus, Barcelona, The Clinic y el humor de Monty Python. Si bien el contenido de la revista es humorístico, incluye en sus páginas la sección «Reality news», donde se incluyen reportajes de periodismo de investigación sobre temas políticos y sociales.
En un artículo del New York Times acerca del humor y de la crisis económica en España se mencionaba a la revista:

Mongolia eviscerates the pat myths, postures and privileges cemented during Spain’s transition from dictatorship to democracy.
Mongolia destripa los mitos, posturas y privilegios cimentados durante la Transición Española.
Jonathan Blitzer, The New York Times. 

Desde su nacimiento ha sido premiada con el galardón a la defensa de los valores humanos de la Asociación de Periodistas Europeos (2013); el premio al mejor satírico europeo 2014 en el Museo Della Satira de Forti dei Marmi (Italia) por «elevar la sátira a categoría de arte», el premio "Huevo de Colón" de Cartelera Turia en 2015 o el Premio Pilar Blanco de CC.OO. en 2018 por su «defensa de la libertad de expresión».
Además, a partir de 2013 Mongolia recorrió España con el espectáculo en directo Mongolia, el Musical que lleva al escenario la filosofía gamberra de la revista, y su continuación, Mongolia, el Musical 2.0. En 2018 presentaron Mongolia sobre hielo.
Desde septiembre de 2017, Mongolia tiene un espacio en el programa de La Sexta, Al Rojo Vivo, llamado Informe Mongolia y en 2017 tuvieron una serie semanal en la plataforma en línea Flooxer, Mongolia te lo explica.
En 2019 publican La Biblia Negra de Mongolia, un compendio ilustrado de sátiras sobre las religiones.
Entre sus dibujantes se encuentran varios de los que en 2014 se marcharon del semanario El Jueves por lo que calificaron de "censura" por la retirada de la portada sobre la abdicación por parte de RBA. 
En 2018 el torero Ortega Cano inició un proceso judicial contra la revista por usar su imagen en un cartel publicitario, en el que torero, con aspecto alienígena, decía "Estamos tan agustito" y "Antes riojano que murciano". Se usó para promocionar un espectáculo de Darío Adanti y Edu Galán en Cartagena. Se multó a la revista con 40.000 euros por ataque al honor. Los demandados hicieron un recurso de casación ante el Tribunal Supremo e iniciaron una campaña de micromecenazgo para recaudar dinero. Este recurso fue desestimado en 2020.
En diciembre de 2022 la Fundación Española de Abogados Cristianos, denunció a la revista por una ofensa a los sentimientos religiosos tras una portada satírica de un Belén con el emoticono de una caca sonriente. Además les imputaba un delito de blanqueo de capitales. La causa fue finalmente archivada y en enero de 2025 la revista denunció a Abogados Cristianos y a su presidenta por haber realizado una denuncia basada en hechos falsos.